# Lodewijk Rombaut
Lodewijk Johannes Rombaut (Sint-Niklaas, 1 juli 1880 - Antwerpen, 19 oktober 1947) was een Belgisch leraar, onderwijsinspecteur en politicus voor de BWP.

## Levensloop
Hij was een zoon van Aloysius Rombaut en van Maria Wauters. Rombaut studeerde in Gent af als regent. Vanaf 1900 was hij leraar in Antwerpen en vanaf 1913 leraar aan de normaalschool van Antwerpen. In 1922 werd hij inspecteur van het stedelijk onderwijs en in 1929 hoofdinspecteur. 
Van 1921 tot 1936 was hij provincieraadslid voor Antwerpen en ondervoorzitter van 1925 tot 1932. In 1936 volgde hij de overleden Pierre Van Berckelaer op als socialistisch senator voor het arrondissement Antwerpen en hij vervulde dit mandaat tot in 1946.
Hij trouwde met Emilie Baelemans en ze waren de ouders van Louis Rombaut.